# Elezioni generali in Burkina Faso del 2015
Le elezioni generali in Burkina Faso del 2015 si tennero il 25 novembre per l'elezione del Presidente e il rinnovo dell'Assemblea nazionale.

## Risultati

### Elezioni presidenziali
| Candidati                            | Partiti                                     | Voti      | %     |
| ------------------------------------ | ------------------------------------------- | --------- | ----- |
| Roch Marc Christian Kaboré           | Movimento del Popolo per il Progresso       | 1 668 169 | 53,49 |
| Zéphirin Diabré                      | Unione per il Progresso e il Cambiamento    | 924 811   | 29,65 |
| Tahirou Barry                        | Partito della Rinascita Nazionale           | 96 457    | 3,09  |
| Bénéwendé Stanislas Sankara          | Unione per la Rinascita/Partito Sankarista  | 86 459    | 2,77  |
| Ablassé Ouedraogo                    | Alternativa Faso                            | 60 134    | 1,93  |
| Saran Sérémé                         | Partito per lo Sviluppo e il Cambiamento    | 53 900    | 1,73  |
| Victorien Barnabé Wendkouni Tougouma | Movimento Africano dei Popoli               | 50 893    | 1,63  |
| Jean-Baptiste Natama                 | Indipendente                                | 42 497    | 1,36  |
| Isaaka Zampaligré                    | Indipendente                                | 38 064    | 1,22  |
| Adama Kanazoé                        | Indipendente                                | 37 766    | 1,21  |
| Ram Ouédraogo                        | Raggruppamento degli Ecologisti del Burkina | 21 161    | 0,68  |
| Maurice Denis Salvador Yameogo       | Raggruppamento dei Democratici per il Faso  | 15 266    | 0,49  |
| Boukaré Ouédraogo                    | Indipendente                                | 15 007    | 0,48  |
| Françoise Toé                        | Indipendente                                | 8 111     | 0,26  |
| Totale                               | Totale                                      | 3 118 695 | 100   |

### Elezioni legislative
| Liste                                                                             | Voti      | %     | Seggi |
| --------------------------------------------------------------------------------- | --------- | ----- | ----- |
| Movimento del Popolo per il Progresso                                             | 1.096.170 | 34,70 | 55    |
| Unione per il Progresso e il Cambiamento                                          | 648.596   | 20,53 | 33    |
| Congresso per la Democrazia e il Progresso                                        | 417.096   | 13,20 | 18    |
| Nuova Alleanza del Faso                                                           | 131.225   | 4,15  | 2     |
| Unione per la Rinascita/Partito Sankarista                                        | 118.469   | 3,75  | 5     |
| Alleanza per la Democrazia e la Federazione - Raggruppamento Democratico Africano | 96.865    | 3,07  | 3     |
| Nuovi Tempi per la Democrazia                                                     | 69.966    | 2,21  | 3     |
| Partito della Rinascita Nazionale                                                 | 59.248    | 1,88  | 2     |
| Partito per la Democrazia e il Socialismo/Metba                                   | 58.670    | 1,86  | 1     |
| Alternativa Faso                                                                  | 45.438    | 1,44  | 1     |
| Partito per lo Sviluppo e il Cambiamento                                          | 43.297    | 1,37  | -     |
| Organizzazione per la Democrazia e il Lavoro                                      | 28.450    | 0,90  | 1     |
| Unione per un Burkina Nuovo                                                       | 27.421    | 0,87  | 1     |
| Raggruppamento per la Democrazia e il Socialismo                                  | 25.691    | 0,81  | 1     |
| Fronte delle Forze Sociali                                                        | 21.093    | 0,67  | -     |
| Movimento per la Democrazia in Africa                                             | 18.429    | 0,58  | 1     |
| Altri                                                                             | 253.198   | 8,01  | -     |
| Totale                                                                            | 3.159.322 |       | 127   |